# Erwin Steinmaßl
Erwin Steinmaßl (* 26. Juli 1924 in Krems an der Donau; † 29. April 1967 ebenda) war ein österreichischer Politiker (SPÖ) und Direktionssekretär der Österreichischen Bundesbahnen. Er war von 1966 bis 1967 Abgeordneter zum österreichischen Nationalrat.

## Leben
Steinmaßl besuchte nach der Volksschule in Krems auch die Kremser Hauptschule und absolvierte danach die Handelsschule Krems. Er trat 1941 in den Dienst der Bahn, besuchte die Sozialakademie und war als Direktionssekretär tätig.

## Politik
Politisch engagierte er sich ab 1954 als Gemeinderat in Krems, des Weiteren war er Vorsitzender der Direktionsleitung der Gewerkschaft der Eisenbahner, zwischen 1956 und 1964 Vizepräsident der Kammer für Arbeiter und Angestellte Niederösterreich sowie ab 1964 Kammeramtsdirektor-Stellvertreter der Arbeiterkammer Niederösterreich. Er vertrat die SPÖ zwischen dem 30. März 1966 und dem 29. April 1967 im Nationalrat.